# Suszniewo (przystanek kolejowy)
Suszniewo (ros. Сушнево) – przystanek kolejowy w miejscowości Bołdino, w rejonie pietuszyńskim, w obwodzie włodzimierskim, w Rosji. Położony jest na nowym szlaku Kolei Transsyberyjskiej.